# Moyoco Anno
Moyoco Anno (安野モヨコ?, Anno Moyoko; 26 marzo 1971) è una fumettista e giornalista giapponese.

## Biografia
Grazie ai suoi manga ed ai suoi scritti di moda ha raggiunto una notevole popolarità tra le ragazze in Giappone. Nonostante la sua opera più famosa sia la serie majokko Sugar Sugar Rune, l'autrice lavora soprattutto per il pubblico post-adolescenziale e per le giovani donne in carriera, a cui si rivolgono i suoi fumetti Happy Mania, Questo non è il mio corpo e Tokyo Style.
I suoi manga Happy Mania, Sugar Sugar Rune e Ochibi-san sono stati trasposti in serie televisive animate rispettivamente nel 1998, nel 2007 e nel 2023; da Sakuran è invece stato tratto un film nel 2006.
Moyoko Anno ha vinto nel 2005 il premio "Miglior fumetto per bambini" alla XXIX edizione del Kodansha Manga Award grazie alla sua serie Sugar Sugar Rune. In un sondaggio, Anno è risultata ottava tra i mangaka più popolari tra 13 donne nella categoria generale.
Moyoco Anno è sposata con il regista Hideaki Anno (cofondatore dello studio Gainax), mentre il fumettista Kō Kojima (creatore di Sennin Buraku) è suo zio.

## Opere
- 1994 - Chō Kanden Shōjo Mona (超感電少女モナ?, Chō Kanden Shōjo Mona, "Mona la ragazza super elettrica")
- 1995 - Happy Mania (ハッピーマニア?, Happii Mania)
- 1997 - Questo non è il mio corpo (脂肪と言う名の服を着て?, Shibō Toiu Na No Fuku Wo Kite)
- 1998 - Love Master X (ラブ・マスターX?, Rabu Masutā X)
- 1999 - Angelic House (エンジェリック・ハウス?, Enjerikku Hausu)
- 1999 - Jelly Beans (ジェリービーンズ?, Jerī Bīnzu)
- 2000 - Tundra Blue Ice (ツンドラブルーアイス?, Tsundora Burū Aisu)
- 2000 - Hana To Mitsubachi (花とみつばち?, Hana To Mitsubachi, "Fiori ed api")
- 2001 - Baby G (ベイビーG?, Beibī G)
- 2001 - Sakuran (さくらん?, Sakuran)
- 2003 - Sugar Sugar Rune (シュガシュガルーン?, Shuga Shuga Rūn)
- 2004 - (Tokyo Style) (働きマン?, Hataraki Man)
- 2005 - Insufficient Direction (監督不行届?, Kantoku Fuyuki Todoki, "Rapporto non-lineare di supervisione")
- 2007 - Ochibi-san (オチビサン?)
- 2013 - Buffalo 5 Girls (バッファロー5人娘?, Baffarō Gonin Musume)
- 2013 - Bikachō Shinshi Kaikoroku (鼻下長紳士回顧録?)